# Cerici
Cerici su naselje u Gradu Banja Luka, Republika Srpska, BiH.

## Stanovništvo
Nacionalni sastav stanovništva 1991. godine, bio je sljedeći:
ukupno: 169
- Hrvati - 161 (95,27%)
- Srbi - 3 (1,78%)
- Jugoslaveni - 1 (0,59%)
- ostali, neopredijeljeni i nepoznato - 4 (2,37%)

## Vanjske poveznice
- Satelitska snimka  Arhivirana inačica izvorne stranice od 15. veljače 2021. (Wayback Machine)